# Teorema di Paley-Wiener
Il teorema di Paley-Wiener, noto anche come criterio di Paley-Wiener, è una relazione matematica che consente di determinare se un sistema lineare tempo invariante è causale o meno. Il teorema consente solo di stabilire la causalità e non dà indicazioni su come rendere causale un sistema che non lo è.
Prende il nome da due matematici, il britannico Raymond E. A. C. Paley (1907 - 1933) e l'americano Norbert Wiener (1894 - 1964) che lo enunciarono nell'ambito delle loro ricerche sulla trasformazione di Fourier per le funzioni analitiche; successivamente ne emerse il significato applicativo ai fini dello studio dei circuiti elettrici.
L'applicabilità del teorema di Paley-Wiener richiede come condizione necessaria che
{\displaystyle \int _{-\infty }^{+\infty }\left|H(f)\right|^{2}\,\mathrm {d} f<\infty }
ovvero che la risposta in frequenza del sistema sia quadrato integrabile o assolutamente sommabile.
Se tale condizione è verificata, la condizione necessaria ma non sufficiente per l'applicabilità del teorema di Paley-Wiener è che
{\displaystyle \int _{-\infty }^{+\infty }{\frac {\left|ln(\left|H(f)\right|)\right|}{1+(2\pi f)^{2}}}\,\mathrm {d} f<\infty }
In questo caso
{\displaystyle \mathbb {H} (f)=\left|H(f)\right|e^{j\phi (f)}}
è possibile, sotto la verifica delle ipotesi, trovare una {\displaystyle \phi (f)} per cui il filtro sia causale.
Un tipico campo di applicazione del criterio riguarda i filtri reali. I filtri ideali infatti non sono causali e non possono essere resi tali in quanto la loro risposta in frequenza è nulla su intervalli frequenziali di misura non nulla: questo implica la divergenza del secondo integrale e quindi non sarebbe verificata la condizione necessaria del teorema.
Esempi elementari di filtri reali del secondo ordine, del tipo R-C e C-R sono invece causali, perché le loro risposte impulsive rispettano le condizioni del teorema.